# Schlotheimia tomentosa
Schlotheimia tomentosa är en bladmossart som beskrevs av Thériot 1929. Schlotheimia tomentosa ingår i släktet Schlotheimia och familjen Orthotrichaceae. Inga underarter finns listade i Catalogue of Life.